# Новобайкиево
Новобайкиево (баш. Яңы Бәйки) — деревня в Шаранском районе Республики Башкортостан Российской Федерации. Входит в состав Мичуринского сельсовета.

## География

### Географическое положение
Находится в северо-восточной части района. Расстояние до:
- районного центра (Шаран): 29 км,
- центра сельсовета (Мичуринск): 11 км,
- ближайшей ж/д станции (Туймазы): 71 км.

## История
Деревня основана в начале XX века, по-видимому, переселенцами из деревни Базы-Баш-Байкиево. По данным подворной переписи, проведённой в уезде в 1912—13 годах, деревня Ново-Бакиева (Ново-Байки) входила в состав Старо-Узмяшевского сельского общества Каръявдинской волости Белебеевского уезда Уфимской губернии. В деревне имелось 18 наличных хозяйств татар-припущенников, где проживало 79 человек (43 мужчины, 36 женщин). Количество надельной земли составляло 295 казённых десятин (из неё 68,89 десятин сдано в аренду), в том числе 134 десятины леса, 132,5 десятин пашни и залежи, 6,5 десятин усадебной земли, 18 — выгона, 3 — сенокоса и 1 десятина неудобной земли. Также 3 десятины земли было куплено, 14,17 — арендовано. Общая посевная площадь составляла 58,62 десятины, из неё 25,5 десятин занимала рожь, 17 — овёс, 9,25 — просо, 3,12 — греча, 2,25 — горох, в незначительном количестве — пшеница и прочие злаки. Из скота имелась 18 лошадей, 32 головы КРС, 55 овец и 7 коз. 2 человека занимались промыслами.
В 1920 году по официальным данным в деревне Ново-Байкеева той же волости 21 двор и 96 жителей (52 мужчины, 44 женщины), по данным подворного подсчёта — 95 татар в 20 или 21 хозяйстве.
В 1926 году деревня относилась к Шаранской волости Белебеевского кантона Башкирской АССР.
В 1939 году в деревне Ново-Байкиево Папановского сельсовета Шаранского района проживало 126 жителей (56 мужчин, 70 женщин).
В 1959 году в деревне Триключанского сельсовета проживало 147 человек (68 мужчин, 79 женщин).
В 1963 году сельсовет был включён в состав Туймазинского сельского района, с 1965 года — в составе Бакалинского, с 1967 года — вновь в Шаранском районе.
В 1970 году деревня Новобайкиево — вновь в Папановском сельсовете. В ней было 108 жителей (48 мужчин, 60 женщин).
По переписи 1979 года — 60 человек (25 мужчин, 35 женщин).
В 1989-м — 42 жителя (20 мужчин, 22 женщины).
В 1992 году Папановский сельсовет вместе с деревней Новобайкиево был включён в состав Мичуринского сельсовета. 
В 2002 году здесь жило 36 человек (17 мужчин, 19 женщин), башкиры (97 %).
В 2010 году в деревне проживало 38 человек (17 мужчин, 21 женщина).

## Население
| 2002 | 2009 | 2010 |
| ---- | ---- | ---- |
| 36   | ↗39  | ↘38  |

## Инфраструктура
Деревня входит в состав КФХ «Шаран-Агро», на её территории нет производственных и социальных объектов.
Деревня электрифицирована и газифицирована, есть закрытое кладбище.